# San Giovanni di Fassa
San Giovanni di Fassa (Sèn Jan en ladin, ce qui signifie Saint-Jean) est une commune italienne créée le 1er janvier 2018 avec la fusion de Pozza di Fassa et de Vigo di Fassa, en val di Fassa, sous le nom de Sèn Jan, dénomination multilingue (en partie en ladin, en partie en italien) déclarée illégitime par la Cour constitutionnelle le 7 décembre 2018.

## Géographie
La municipalité de San Giovanni di Fassa comprend les centres habités de Pera, Pozza, Vigo et les localités de Costa, Larzonei (Larcionè), Monzon (Muncion), Passo di Costalunga (Mont de Vich), Ronch, San Giovanni (Sèn Jan), Tamion, Val, Vallonga (Valongia).
Située dans les Dolomites, la nouvelle commune compte deux domaines skiables : Buffaure, située dans l'ex-commune de Pozza di Fassa et Ciampedie, sur le territoire de Vigo di Fassa.
Les communes limitrophes sont  Canazei, Mazzin, Moena, Nova Levante, Rocca Pietore, Soraga di Fassa et Tires.

## Administration
Giulio Florian est devenu maire le 28 mai 2018 sous les couleurs de la Lista civica, succédant ainsi au commissaire préfectoral Antonio Paolo Arman, qui dirigeait la commune depuis le 1er janvier de la même année.

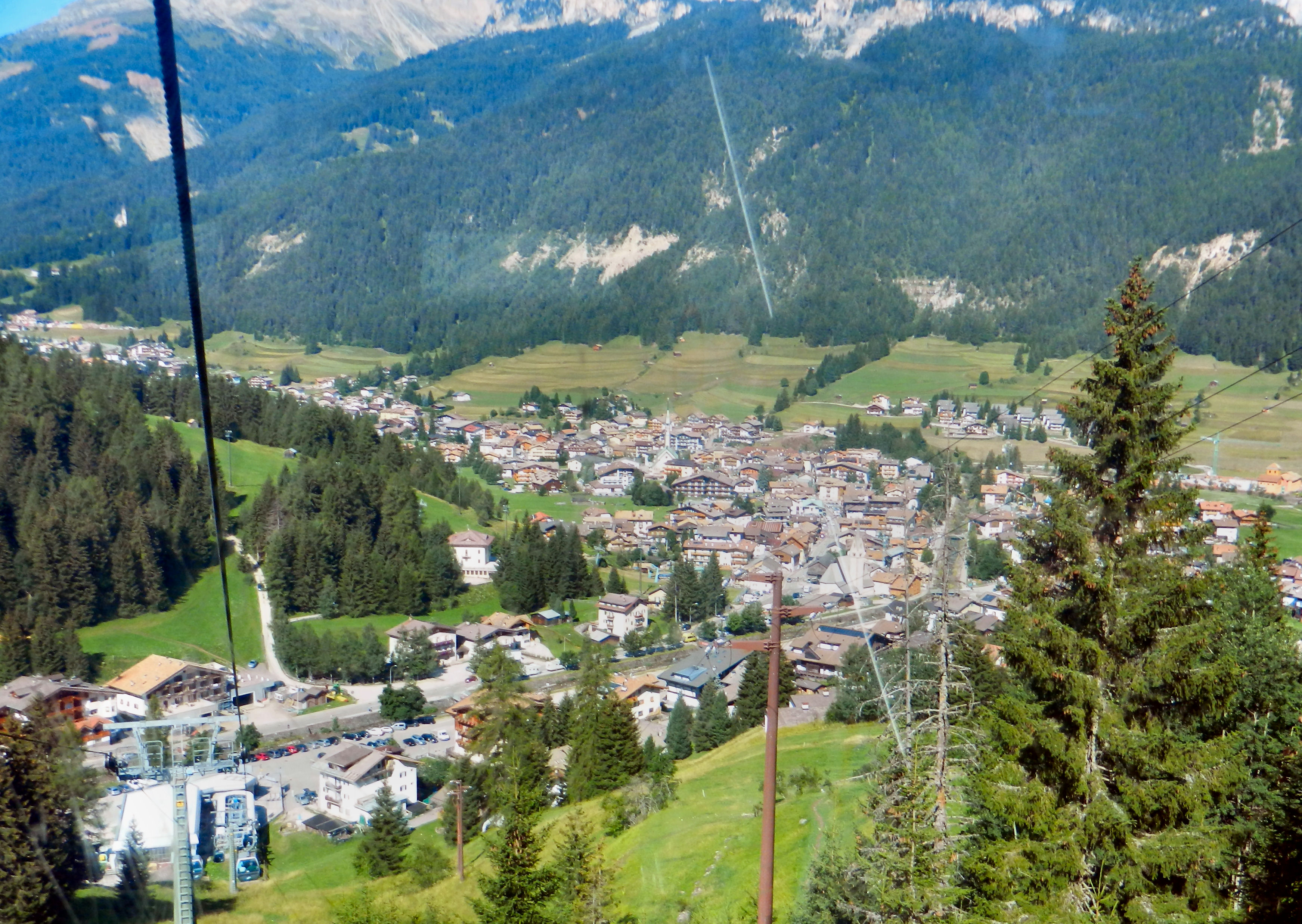
Pozza di Fassa vue depuis le téléphérique de Buffaure.

1. ↑  « https://demo.istat.it/?l=it »